# 深谷繞道
深谷繞道是连接埼玉縣熊谷市和埼玉县深谷市的國道17號的繞道。

## 路线資料
- 起点：埼玉县熊谷市玉井市
- 终点：埼玉县深谷市西田
- 全长：14.8公里
- 道路宽度
  - 玉井 IC - 常武 IC：50.0 m
  - 上部IC ～ 四拾坂下十字路口：26.5 m

## 概要
起点在熊谷市玉井的玉井IC与熊谷繞道直接相连。在熊谷市西别府的上武IC，與上武道路分別，从这里进入深谷市。正在计划在深谷市冈附近分出本庄道路（2 期）。该道路在与本庄道路交汇处刚好位于深谷市西田的十字坂下十字路口与现在的道路汇合，成为终点。

## 经过的自治體
- 埼玉縣
  - 熊谷市～深谷市

## 圖庫

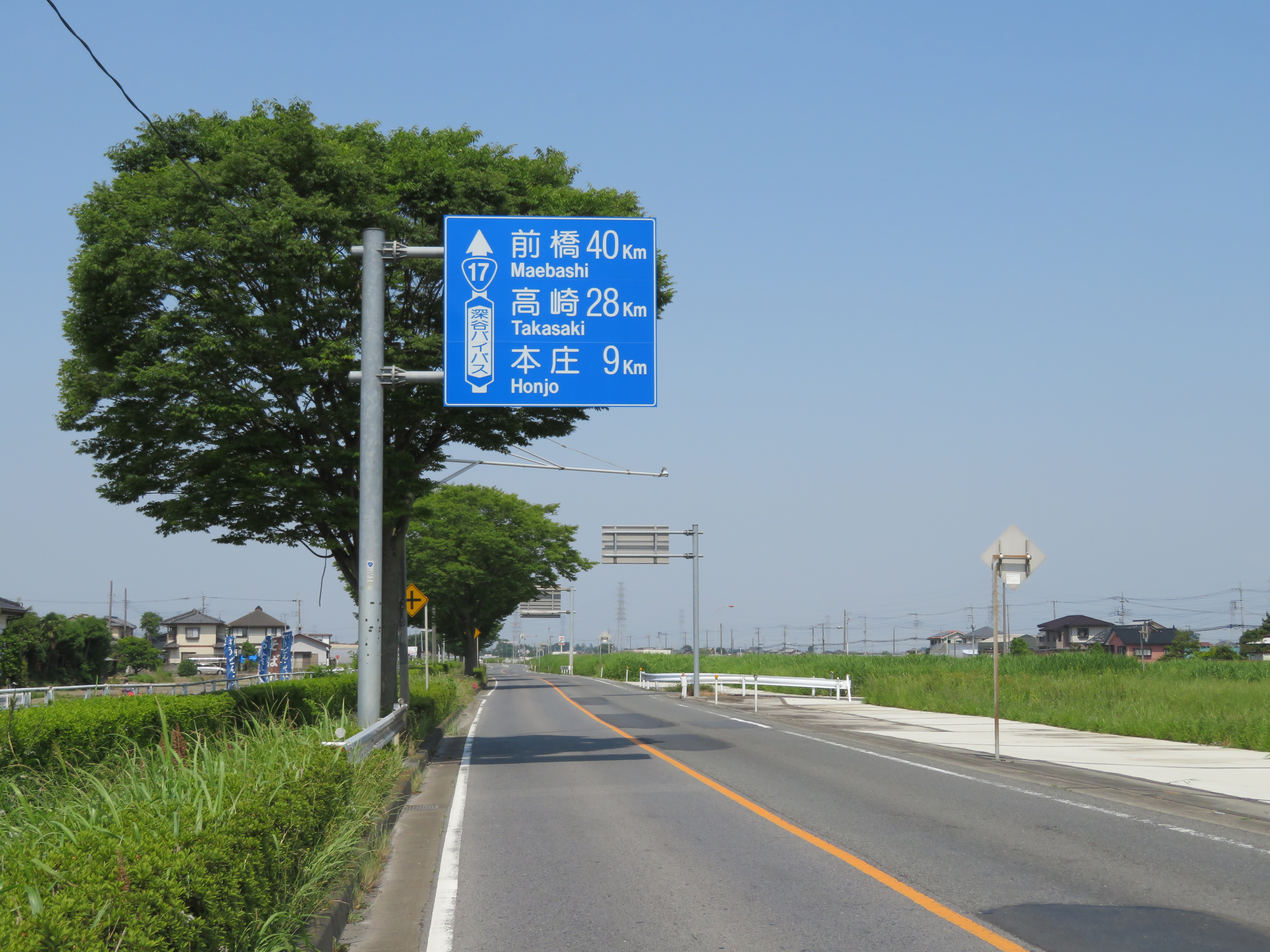
埼玉县深谷市起会附近
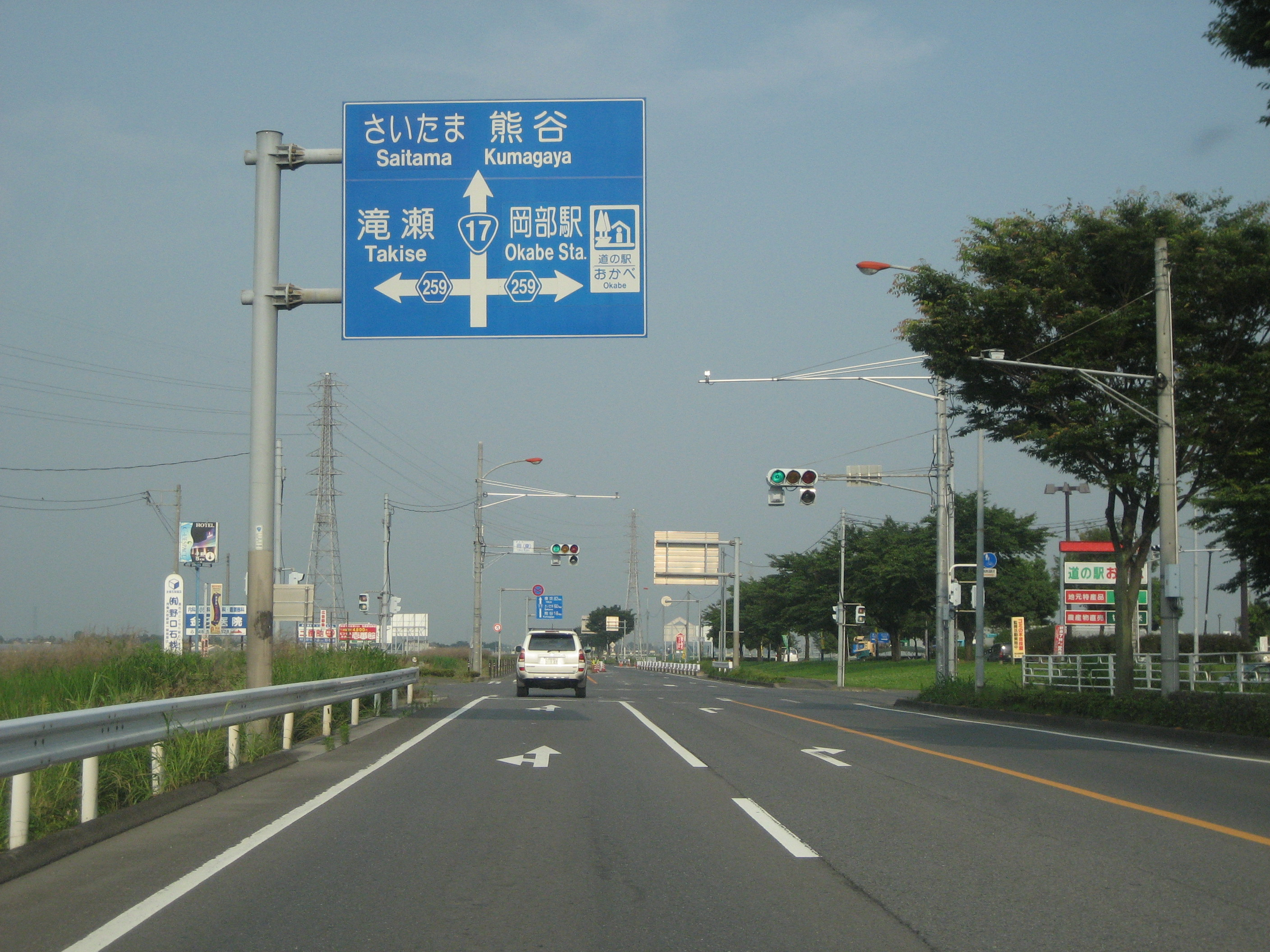
冈东十字路口附近
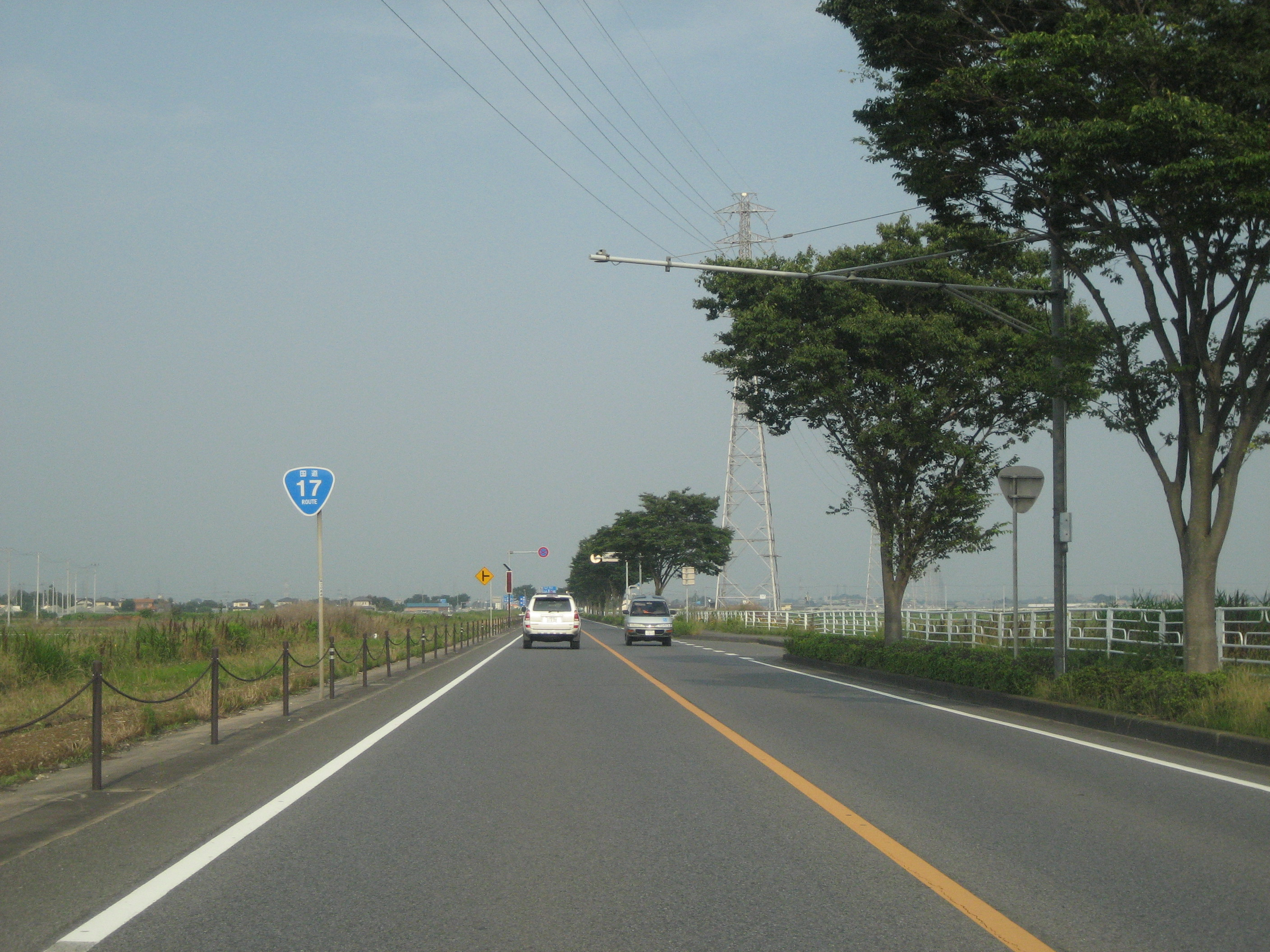
埼玉县深谷市
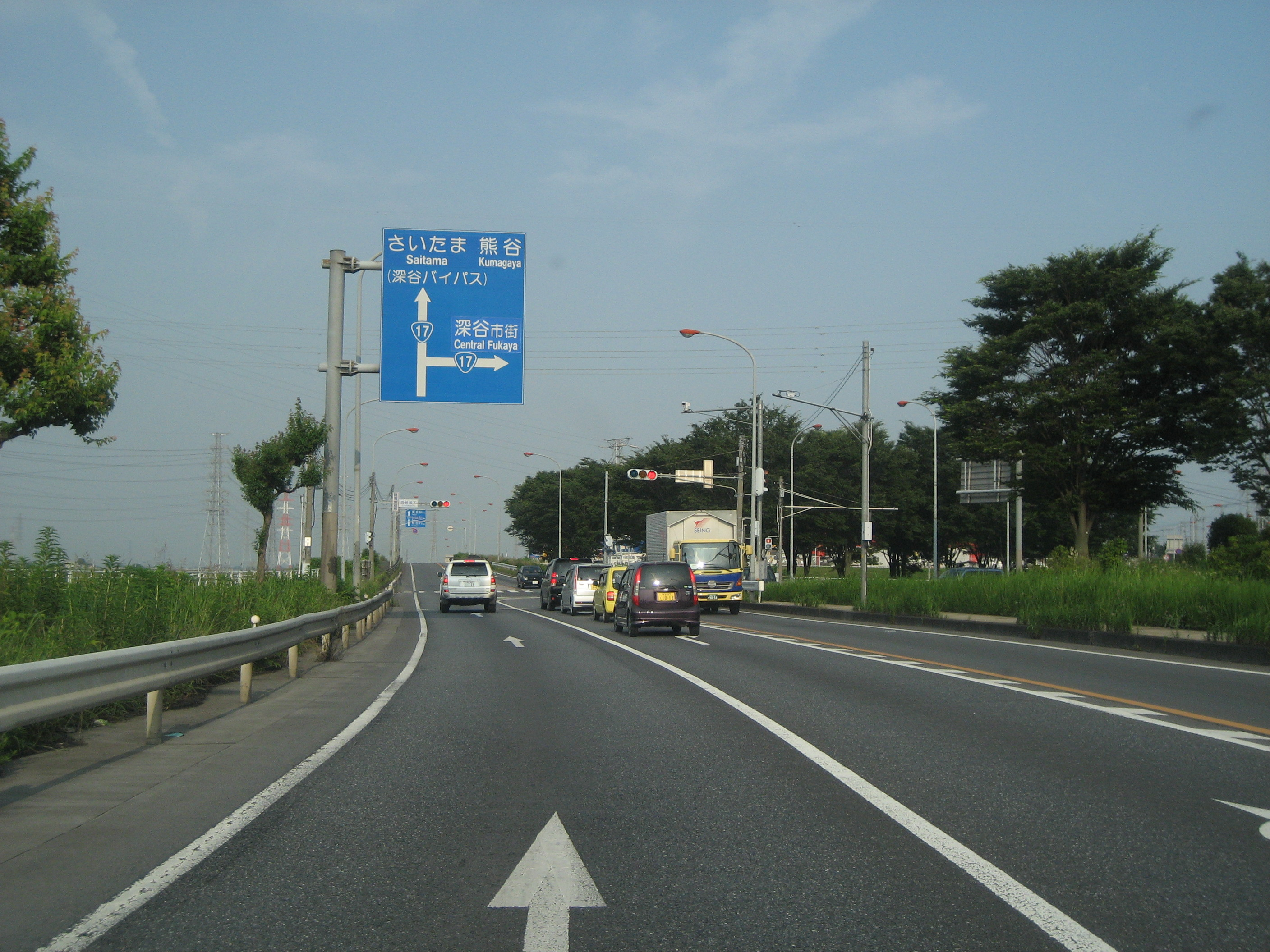
终点附近，四拾坂下十字路口（从国道17号线高崎一侧拍攝，向右方向是主線，往深谷和熊谷市方向）

## 脚注
1. ↑   (PDF). 国土交通省関東地方整備局. 2011-12-20  [2018-05-14]. （原始内容存档 (PDF)于2018-05-14）.